# الأمر العسكري الإسرائيلي رقم 1650
الأمر العسكري 1650 (رسميا الأمر المتعلق بمنع التسلل (التعديل رقم 2) (يهودا والسامرة) (رقم 1650) 5769-2009) هو أمر عسكري إسرائيلي صدر في 13 أكتوبر 2009، كتعديل للأمر العسكري رقم 329 المتعلق بمنع التسلل، ويوسع بشكل كبير تعريف «المتسلل» بحيث يمكن لأي شخص في الضفة الغربية أن يقع تحت نطاق التعريف، ويكون عرضة للاعتقال أو الترحيل من قبل الجيش الإسرائيلي دون مراجعة قضائية. ووقع الأمر غادي شامني، اللواء وقائد قوات الجيش الإسرائيلي في منطقة يهودا والسامرة.
يعدّل الأمر تعريف عام 1969 لـ «المتسلل» ليشمل أي شخص يدخل الضفة الغربية بشكل غير قانوني، وكذلك أي شخص «موجود في المنطقة ولا يحمل تصريحًا قانونيًا». ينطبق التعريف الأصلي لـ «المتسلل» لعام 1969 على أولئك الذين دخلوا إسرائيل بشكل غير قانوني بعد المرور عبر «الدول المعادية» (الأردن ومصر ولبنان وسوريا)، ولا يوضح الأمر العسكري نوع التصريح المطلوب، وبالتالي يتركه مفتوحًا أمام السلطات الإسرائيلية في الضفة الغربية لتفسيره. وفقاً لمنظمة العفو الدولية، يمكن ترحيل أولئك الذين يُعتبرون «متسللين» إلى دول أخرى أو نقلهم قسراً إلى قطاع غزة أو مواجهة تهم جنائية، ويمكن أن يشمل ذلك الفلسطينيين الذين تم تسجيل عنوانهم على أنه قطاع غزة حتى لو كانوا يعيشون أو ولدوا في الضفة الغربية.
استُخدم الأمر العسكري لأول مرة في 21 أبريل 2010 عندما قامت السلطات الإسرائيلية بترحيل سجين فلسطيني إلى قطاع غزة بعد إطلاق سراحه بعد حكم بالسجن لمدة 9 سنوات.

## انتقادات
في 21 أبريل 2010، عبرت حكومة جنوب أفريقيا عن «القلق الأكبر» من هذا الأمر، قائلة أنه يحتوي على تعريف واسع «للمتسلل» وشروط غير واضحة فيما يتعلق بالتصاريح التي تسمح لشخص بالإقامة في الضفة الغربية وكذلك كيف يمكن إثبات الإقامة الصالحة، وقالت حكومة جنوب أفريقيا إن شروط النظام «تذكرنا بقوانين الاجتلاز في ظل نظام الفصل العنصري في جنوب إفريقيا».
وحذر ريتشارد فولك المقرر الخاص للأمم المتحدة «بشأن وضع حقوق الإنسان في الأراضي الفلسطينية المحتلة منذ عام 1967»، من أن الأمر قد ينتهك القانون الدولي واتفاقية جنيف الرابعة.
انتقدت منظمات حقوق إنسان مختلفة الأمر، وطلبت داليا كيرشتاين مديرة منظمة هموكيد التي تتخذ من إسرائيل مقراً لها تأجيل تنفيذ الأمر بسبب تأثيره الشديد على حقوق الإنسان. وتدين الشبكة الأوروبية المتوسطية لحقوق الإنسان «وتطالب بالإبطال الفوري للأوامر العسكرية الإسرائيلية 1649 بشأن الأحكام الأمنية و 1650 بشأن منع التسلل». وشعرت منظمة العفو الدولية بالقلق من أن الأمر 1650 «يمكن أن ييسر طرد الفلسطينيين من الضفة الغربية المحتلة».